# Douce nuit, sanglante nuit 2
Série
Douce nuit, sanglante nuit
(1984) Douce nuit, sanglante nuit 3 : Coma dépassé
(1989)
Pour plus de détails, voir Fiche technique et Distribution.
Douce nuit, sanglante nuit 2 (Silent Night, Deadly Night Part 2) est un film de Noël horrifique américain réalisé par Lee Harry, sorti en 1987.

## Synopsis
Après la mort de son frère Billy et celle de son père adoptif. Ricky décide de finir « l'œuvre » de son grand frère en continuant le massacre de personnes qu'il juge « vilaines » et retrouver et tuer la Mère Supérieure. Autrefois, pour la Mère Supérieure, Ricky était son chouchou, maintenant, elle est considérée selon Ricky comme la meurtrière de son frère.

## Fiche technique
- Titre : Douce nuit, sanglante nuit 2
- Titre original : Silent Night, Deadly Night Part 2
- Réalisation : Lee Harry
- Scénario : Lee Harry et Joseph H. Earle
- Production : Lawrence Appelbaum, Joseph H. Earle et Eric A. Gage
- Budget : 250 000 dollars (190 000 euros)
- Musique : Michael Armstrong
- Photographie : Harvey Genkins
- Montage : Lee Harry
- Pays d'origine : États-Unis
- Format : Couleurs - 1,85:1 - Mono - 35 mm
- Genre : Horreur
- Durée : 88 minutes
- Date de sortie : 10 avril 1987 (États-Unis)
- Interdit aux moins de 12 ans

## Distribution
- Eric Freeman : Richard 'Ricky' Caldwell
- James L. Newman : le docteur Henry Bloom
- Elizabeth Kaitan : Jennifer Statson
- Jean Miller : la mère supérieure
- Darrel Guilbeau : Ricky, âge de 15 ans
- Brian Michael Henley : Ricky, âgé de 10 ans
- Corrine Gelfan : Mme Rosenberg
- Michael Combatti : Mr Rosenberg
- Kenneth Brian James : Chip
- Ron Moriarty : le détective
- Frank Novak : Loan Shark
- Randy Baughman : Eddie
- Joanne White : Paula
- Lenny Rose : Loser
- Nadya Wynd : sœur Mary
- Linnea Quigley : Denise (scènes du premier volet)

## Autour du film
- Le tournage s'est déroulé du 9 décembre au 19 décembre 1986 à Pasadena, en Californie.
- Le métrage est constitué, pour moitié, de scènes directement reprises du premier opus[1].
- Le film est à l'origine d'un mème sur le net : la scène où le héros s'écrie "Garbage day" (jour des ordures) avant de tirer sur un homme qui sortait ses poubelles[2].